# Ivan Nikčević

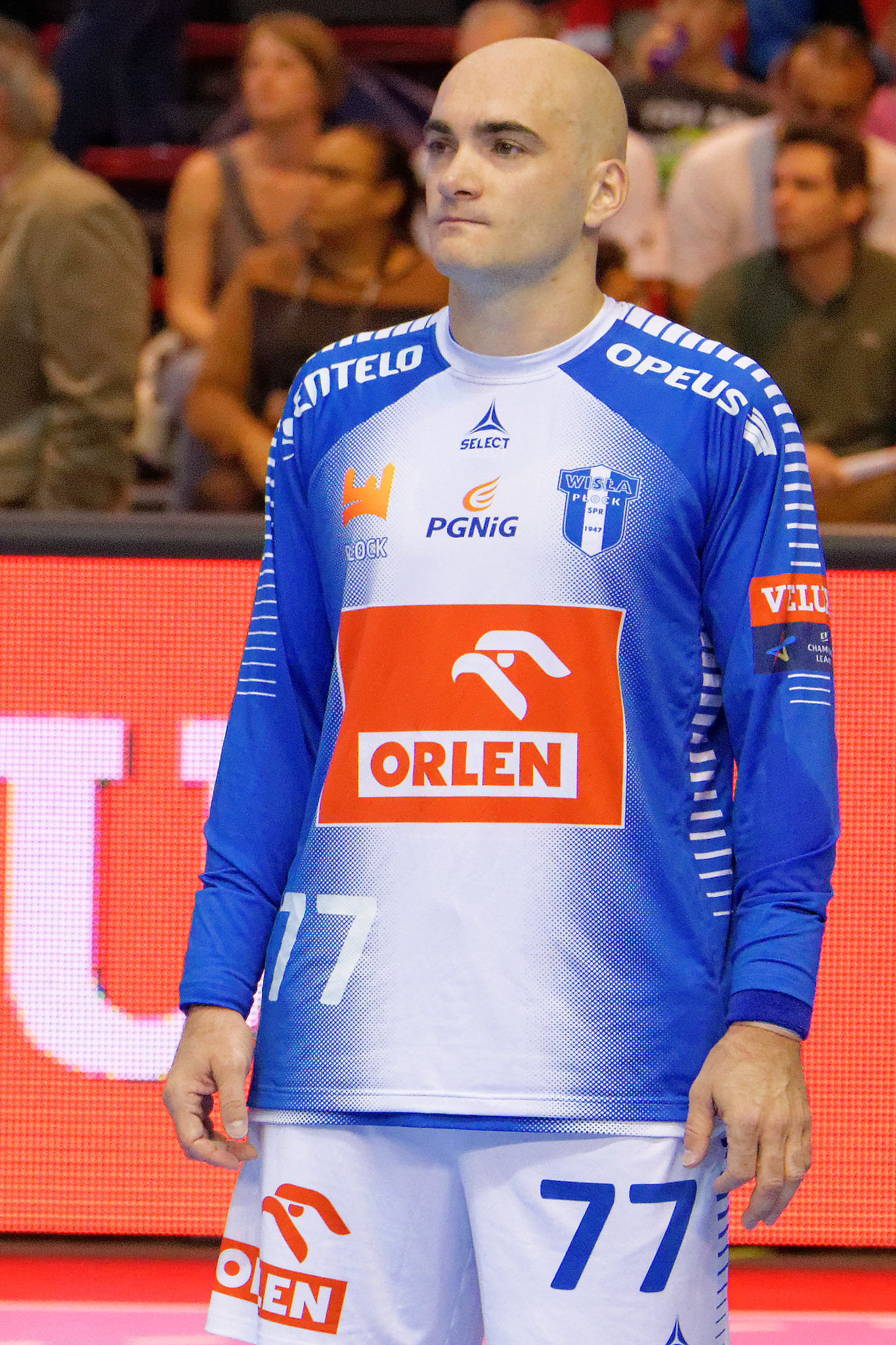
Ivan Nikčević i SPR Wisła Płock, 2015.

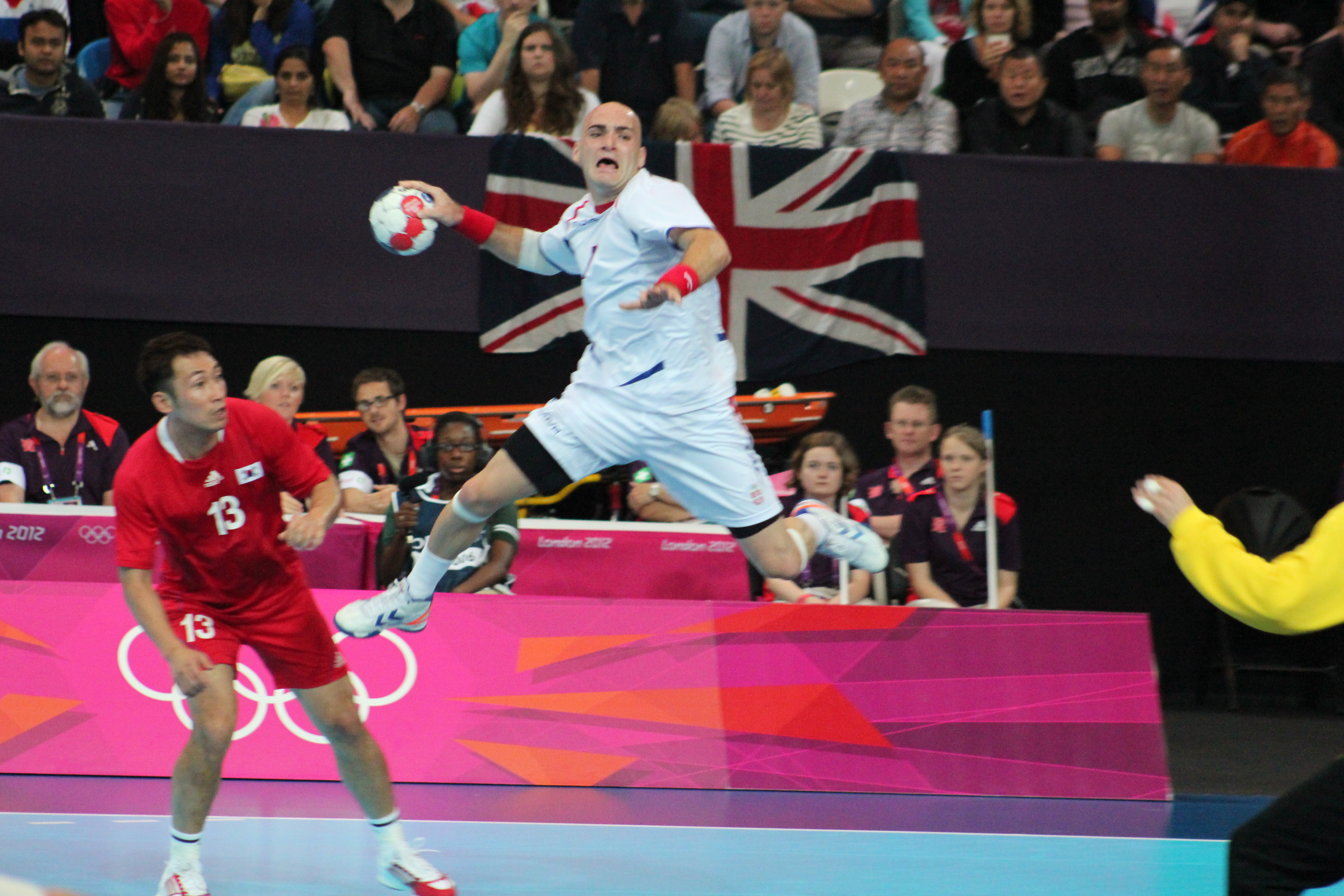
Ivan Nikčević vid OS 2012 i London.

Ivan Nikčević (serbiska: Иван Никчевић), född 11 februari 1981 i Nikšić i dåvarande SFR Jugoslavien, är en serbisk tidigare handbollsspelare (vänstersexa).

## Klubbar
- Röda stjärnan (1999–2005)
- BM Altea (2005–2007)
- BM Ciudad de Almería (2007–2008)
- SDC San Antonio (2008–2009)
- BM Granollers (2009–2011)
- BM Valladolid (2011–2012)
- SPR Wisła Płock (2012–2016)
- Sporting CP (2016–2020)
- BM Benidorm (2020–2023)